# Camponotus cubangensis
Camponotus cubangensis är en myrart som beskrevs av Auguste-Henri Forel 1901. Camponotus cubangensis ingår i släktet hästmyror, och familjen myror.

## Underarter
Arten delas in i följande underarter:
- C. c. cubangensis
- C. c. dofleini